# سفارت سوئد در تهران
سفارت سوئد در تهران، نمایندگی دیپلماتیک سوئد در ایران است. سفارت سوئد در تهران حدود 40 کارمند دارد که شامل تعدادی سوئدی فرستاده شده توسط وزارت امور خارجه سوئد و کارمندان محلی است. ماتیاس اوترشتد از سال 2023 سفیر این کشور است.
لودویگ فابریتیوس سه مأموریت در سال‌های 80–1679، 84–1683 و 1700–1697 را به دربار صفوی در زمان سلطنت چارلز یازدهم سوئد (حق 1660–1697) و چارلز دوازدهم سوئد (حق 1697–1697) رهبری کرد که شروع روابط رسمی دیپلماتیک سوئد با ایران بود. 
ملکی که سفارت سوئد در تهران را در خود جای داده است از سال 1997 متعلق به هیئت ملی املاک سوئد (SFV) است. از سال 1963 توسط SFV به یک سایت توسعه نیافته متعلق به دولت سوئد تغییر یافته است. از سال 1994، وزارت امور خارجه سفارت خود را در ساختمان مستقر کرده بود و خانه را خوب و مناسب برای فعالیت های سفارت می دانست. این ساختمان در ابتدا یک مجموعه ساختمان با پنج آپارتمان بود.  قبلاً یک اتاق ورزش، سونا و استخر در طبقه زیرزمین ساخته شده بود. این بنا به صورت عرشه ستونی با تیرها و ستونهای بتنی ساخته شده و نماها با آجر زرد روشن پوشیده شده است. باغ با راهروها و پله‌های سنگ طبیعی، فواره‌ها و گیاهان پوشیده شده است. در زمان تصاحب در سال 1997، تاسیسات از استاندارد بسیار پایینی برخوردار بودند.
این خانه در سال 1358 مطابق با قوانین ساختمانی آن زمان ساخته شد و از نظر ایمنی در برابر بارهای زلزله نامناسب بود. مطالعات فنی طراحی و دوام ساختمان توسط SFV با مشورت وزارت امور خارجه سوئد انجام شد که نشان داد حداقل شرایط ایمنی در برابر زلزله ایران را برآورده نمی کند. اقدامات تقویتی زلزله توسط SFV با تخصص زلزله محلی و طراحان سوئدی انجام شد. در ارتباط با کار تقویتی، بازسازی کامل دفتر عادی سفارت برای مقابله با بسیاری از موارد ویزا و مسائل مربوط به گذرنامه های بیومتریک انجام شد. بازسازی در فوریه 2007 آغاز شد و در 1 اوت 2007 سفارت به محل تازه بازسازی شده و حفاظت شده در برابر زلزله نقل مکان کرد. در نوامبر 2007، سفارت بازگشایی شد.

## توافق نامه های دوجانبه
در سال 1929 دولت های آروید لیندمن و رضاشاه یک پیمان دوستی روابط دیپلماتیک برقرار کردند. در سپتامبر 1957، توافقنامه ای بین دولت های سوئد و ایران در مورد ارتقای متقابل نمایندگی های کشورهای مربوطه به سفارتخانه ها منعقد شد. در همین راستا، راگنوالد باگ به عنوان سفیر سوئد در تهران منصوب شد.
سوئد به عنوان حافظ منافع انگلستان در ایران عمل می کند و در 15 جولای 2012 دفتر منافع بریتانیا در سفارت سوئد افتتاح شد. سوئد قبلاً در دهه 1980 و تا 1990 حافظ منافع بریتانیا در ایران بوده است.